# Félix Gazo Borruel
Félix Gazo Borruel (Boltaña, 1899-Zaragoza, 1933) fue un pintor, ilustrador, dibujante y cartelista español.

## Biografía
Nacido en 1899 en la localidad oscense de Boltaña, realizó estudios artísticos en Madrid. Realizó carteles y colaboró en el periódico Heraldo de Aragón. Falleció en Zaragoza el 5 de febrero de 1933, menos de un mes después que su hermano Eduardo.